# Сидоров, Павел Иванович (Герой Советского Союза)
Па́вел Ива́нович Си́доров (1922—2012) — советский офицер-кавалерист, участник Великой Отечественной войны, Герой Советского Союза (1945).

## Биография
Родился в селе Банищи Льговского уезда Курской губернии (ныне Льговского района Курской области) в семье крестьянина. Русский.

### Великая Отечественная война
Окончив среднюю школу, поступил в лесотехнический техникум, но учёбу не завершил из-за начала войны. Был призван Рыльским райвоенкоматом Курской области в РККА и отправлен в Тамбовское кавалерийское военное училище имени Первой Конной армии, а после прохождения обучения — в действующую армию (с августа 1942 года). Начал с командования взводом, затем сабельным эскадроном. К концу войны стал офицером разведки 7-го гвардейского Перемышльского кавалерийского полка 2-й гвардейской Крымской кавалерийской дивизии 1-го Украинского фронта. На фронте стал кандидатом в члены ВКП(б).
Был ранен в августе 1944 года.

### Подвиг
В феврале 1945 года эскадрон под командованием П. И. Сидорова ворвался в верхнесилезский город Эренфорст и захватил переправу через Одер. Отбивая ожесточённые атаки немецких войск, эскадрон удерживал её в течение восьми дней. Когда подошло подкрепление, из 170 бойцов оставалось только 11. Именно тогда П. И. Сидоров был представлен к званию Героя Советского Союза.
25 апреля 1945 года командир полковой разведки П. И. Сидоров путём скрытного наблюдения выявил расположение огневых точек немцев на противоположном берегу реки Эльбы, определил наиболее удобные подступы и переправил полк через реку.
Указом Президиума Верховного Совета от 27 июня 1945 года гвардии старшему лейтенанту Сидорову Павлу Ивановичу присвоено звание Героя Советского Союза с вручением ордена Ленина и медали «Золотая Звезда».

### Послевоенные годы
После Победы П. И. Сидоров остался на службе в Советской Армии. В 1954 году он окончил Военную академию им. М. В. Фрунзе, служил районным военным комиссаром в Тургиновском и Кашинском районах.
Уйдя в 1969 году в запас в звании полковника, проживал в Калинине, где активно участвовал в общественной жизни, военно-патриотической работе с молодёжью. За многолетнюю общественную деятельность и значительный вклад в развитие города Твери П. И. Сидорову 18 декабря 2009 году было присвоено звание «Почётный гражданин города Твери». На здании Иванинской средней школы Рыльского района, в которой учился П. И. Сидоров, в его честь установлена мемориальная доска.
Был последним из проживавших в Тверской области Героев Советского Союза. Умер в Твери 28 августа 2012 года на 91-м году жизни вскоре после инсульта. Похоронен на муниципальном кладбище в посёлке Дмитрово-Черкассы Калининского района (в 5 километрах от Твери) возле своей жены.

## Награды
- Герой Советского Союза (1945)[2];
- орден Ленина (1945);
- орден Богдана Хмельницкого III степени[8];
- орден Отечественной войны I степени (1943)[9];
- орден Отечественной войны II степени (1943)[10];
- орден Красной Звезды (1945)[11];
- медаль «За отвагу» (1944)[12];
- другие медали.